# Záletníci
Záletníci (v německém originále Die Wächter der Moral) je opereta či komická opera českého skladatele Mořice Stanislava Angera na libreto německého spisovatele Leopolda von Sacher-Masocha z roku 1879, poprvé hraná 21. ledna 1880 v německém divadle v Pešti.

## Vznik a historie díla
Libreto označuje Záletníky za komickou operu, v tisku však byli vesměs označováni za operetu čemuž odpovídala i forma, ve které byli v Prozatímním divadle nastudováni. Pavel Petráněk a Jitka Ludvová je označují jako „pikantní dílko s tancem“.
Dílo vzniklo v době, kdy byl Anger kapelníkem divadla ve Štýrském Hradci (1875-1881), a bylo původně určeno pro vídeňskou Komische Oper, avšak tam jeho uvedení cenzura zakázala. Premiéra se proto konala v německém divadle v uherské Pešti, následovalo nastudování v Angerově působišti Štýrském Hradci. Poté, co Anger roku 1881 přešel na místo druhého kapelníka pražského Prozatímního divadla, byla jeho „výpravná opereta“ uvedena i zde v českém překladu Emanuela Františka Züngela pod názvem Záletníci; premiéru měla 29. ledna 1882. Poslední doloženou inscenaci hrála divadelní společnost Pavla Švandy ze Semčic (v níž Anger dříve rovněž působil) v městském divadle v Plzni následujícího roku.
Kritika přijala Sacher-Masochovo libreto celkem příznivě (na operetu), bylo prý „obratně sestaveno, ale celkem malicherné“, látka „byla vyvolena podle osvědčených vzorů francouzských a pikantní scény se v ní obratně střídají“, podle Miroslava Šulce však „události jsou v libretu rozvedeny zbytečně dlouze jen s obyčejnou rutinou“. Hudbě byl vytýkán nedostatek originality („otřepané fráze ritornelní“) a formální omezenost („stálé používání rytmů tanečních“), ale na druhé straně jí byla přiznávána řada předností: „lahodnost melodií, případnost průvodu orchestrálního, […] vůbec velmi značná znalost potřeb a effektův divadelních, neb zkrátka routina kapelnická“, jež však této „účinné hudební věcičce“ či „operetě lepšího zrna“ nezajistily očekávané setrvání v repertoáru. Pražská inscenace dosáhla 13 repríz, přičemž provedení mělo hodně kazů; přijetí publikem bylo příznivé, ale ne tak nadšené jako u jiných oblíbených operet, z jednotlivých čísel měl největší úspěch kuplet Roztomilé koťátko a závěrečný pochod.
Český překlad libreta byl vydán roku 1882. Hudba nebyla vydána, ale směs melodií z operety v úpravě pro čtyřruční klavír vyšla v ediční řadě Šibřinky pod názvem Koťátko.

## Osoby a obsazení české premiéry
| osoba | česká premiéra (29. 1. 1882) |
| --- | ---------------------------- |
| Král Jerôme | Leopold Stropnický           |
| Královna, jeho choť | Hermína Frommová             |
| Plukovník Maillard | Václav Mikoláš               |
| Baronka Dupontová | Řezníčková                   |
| Markýz de la Bonbonnière, intendant dvorních zábav                                                                                                   | Josef Frankovský             |
| Laura Sorelli, tanečnice | Johanna Cavallárová          |
| Armand Fleury, poručík ve vestfálské armádě | Adolf Krössing               |
| Paní Lindnerová | Betty Fibichová              |
| Mína, její dcera | Anna Hlaváčková              |
| Finaud, ve službě markýzově | František Ferdinand Šamberk  |
| Gourmand, ve službě markýzově | Jindřich Mošna               |
| Brouillon, ve službě markýzově | Josef Brožek                 |
| Kavalíři, důstojníci, pážata, palácové stráže, městští strážníci, vojáci, stařeny, služky, dobrodružky, bruslaři, maškary, víly, bakchantky, mílkové |                              |
| Dirigent: Mořic Stanislav Anger, režisér: Antonín Pulda                                                                                              |                              |

## Děj operety

### 1. dějství
(Ulice v Kasselu) Jerôme Bonaparte, z milosti Napoleonovy novopečený král vestfálský, žil, jak známo, velmi nádherně a vesele na zámku Wilhelmshöhe blíže Kasselu, dávaje o překot hostiny, slavnosti a plesy svým věrným dvořanům a poddaným. Při tom nebyl in puncto věrnosti manželské příliš svědomitým a úzkostlivým, nýbrž holdoval bez ostychu svým choutkám záletnickým navzdor žárlivosti ctnostné své choti Bedřišky, královské princezny würtemberské. Tato zřídila si za účelem špehování svého nevěrného manžela zvláštní stráž mravnosti a bezpečnosti, v jejíž čelo postavila obmezeného a stejně záletnického markýze de la Bonbonnière, intendanta dvorních zábav. Jednoho večera vyšel si král opět pod večer, zahalen v bílý plášť, na milostné potulky do města a královna jej stíhající unikla při tom jen stěží spárům markýzovým, kterýž ji co osobičku podezřelou chtěl dáti svými „strážci mravnosti“ zatknouti, za přepjatou svoji horlivost však notným políčkem od ní byl odměněn. Zamilovaný poručík Armand Fleury se svou milenkou, vyšívačkou zlatem, Mínou Lindnerovou, pro tentokrát ještě šťastně vyváznul.

### 2. dějství
Při bruslařské zábavě následujícího dne n rybníce v parku zámeckém viděli se král se svou favoritkou, baronkou Dupontovou, jakož i plukovník Maillard se svou tanečnicí Laurou Sorelliovou, neméně pak náš zamilovaný poručík se svou Mínou nemálo ohroženými špehouny markýzovými, jakož i objevivší se tamtéž samou královnou, i hleděli jim všemožně uniknouti, umluvivše si dříve se svými dámami dostaveníčko i Míny Lindnerová. Markýz dotírající znovu na zakuklenou královnu utrží si od této druhý políček, zcela podobný tomu, jejž měl už v raportu. Velkolepý maškarní průvod na ledě zakončil slavnost i události tohoto podvečera.

### 3. dějství
U večer sejdou se naši záletníci se svými dámami poznenáhla u spanilé vyšívačky zlatem, kteráž je na různých místech svého obydlí ukryje. Také markýz tam zavítá, aby pookřál po utrpěných ranách ve službě mravnosti. Špehounové jeho vetřou se tam, stopujíce náhodou každý jiného ze záletníků. Také královna tam přijde a objeví v šatníku skrytého poručíka, jenž se jí zalíbí tak, že chce s ním podniknouti zkoušku ctnosti a mravnosti, ve kteréž chce sama vítězně obstáti. V smrtelných úzkostech chvěje se pod stolem ukrytý „sloup mravnosti“, markýz de la Bonbonnière, jejž zlé svědomí tíží, anť byl právě před tím spanilou vyšívačku uváděl v mravní pokušení. Královna odvádí s sebou zamilovaného poručíka, jehožto ctnost chce zkoušet, a ostatní si oddechnou, mohouce volně odejíti.

### 4. dějství
Přestrojena za Venuši zahrává si královna v improvizované orgii s nebezpečím, státi se nevěrnou choti svému, jejž vzdor jeho záletnictví přece věrně miluje. V odměnu pak za to, že také on ve zkoušce dobře obstál, slibuje Armandovi pomoc svoji v příčině jeho spojení s Mínou Lindnerovou. K ránu po této událostí plné noci dává si pak předvolati Mínu i markýze a dává své svolení k sňatku Armandovu, jejž byl zatím král povýšil za kapitána.